# Я 300 лет убивала слизь и прокачалась на максимум
«Я 300 лет убивала слизь и прокачалась на максимум» (яп. スライム倒して300年、知らないうちにレベルMAXになってました Сурайму таоситэ санбяку нэн, сиранай ути ни рэбэру маккусу ни наттэмасита) — японская серия ранобэ, написанная Кисэцу Моритой с иллюстрациями Бэнио. С 2016 года выходила на сайте пользовательских публикаций Shōsetsuka ni Narō, но в 2017 году была приобретена для печати издательством SB Creative. История была адаптирована в виде манги Юсукэ Сибой на сайте Gangan Online издательства Square Enix. С апреля по июнь 2021 года состоялась премьера аниме-сериала студии Revoroot.

## Сюжет
Адзуса Айдзава была обычной офисной служащей, но её жизнь закончилась вследствие перерабатывания. При перерождении она пожелала стать бессмертной и вечномолодой, что и исполнилось, когда она пришла в себя в другом мире в образе ведьмы. Поклявшись себе прожить новую жизнь без забот и излишнего стресса, она обустраивается в доме на горе и понемногу охотится на водящихся в округе слаймов, обменивая их ядра на деньги в ближайшей гильдии искателей приключений.
Прошло 300 лет спокойной жизни. Из любопытства Адзуса проводит переоценку своих способностей в местной гильдии искателей приключений и выясняет, что она уже достигла максимального 99-го уровня. Как только слухи об этом расходятся по округе, на пороге её дома появляется множество посетителей: одни хотят сразиться с ней за звание сильнейшего, другие ищут защиты.

## Персонажи
Адзуса Айдзава (яп. アズサ・アイザワ / 相沢梓 Адзуса Айдзава / Айдзава Адзуса)
Сэйю: Аой Юки
Ранее обычная японская офисная работница, теперь переродившаяся как бессмертная вечноюная ведьма, получившая прозвище «ведьма с нагорья» (яп. 高原の魔女 ко:гэн но мадзё). Уставшая от переработок в прошлой жизни, она настроена прожить новую, излишне не напрягаясь. Но спокойной жизни пришёл конец, когда о её силе узнали окружающие. Впрочем, она с заботой относится к своей приёмной семье, собранной из самых разных существ.
Лайка (яп. ライカ Райка)
Сэйю: Каэдэ Хондо
300-летняя алая драконица. Изначально пришла к Адзусе, чтобы сразиться с ней, но в итоге осталась, став её первой ученицей.
Фалфа (яп. ファルファ Фаруфа)
Сэйю: Саяка Сэмбонги
Дух слайма, старшая из близнецов. Как и сестра, является перерождением слаймов, убитых Адзусой. Она сильно привязана к Адзусе с самого начала и зовёт её «мамой».
Шалша (яп. シャルシャ Сяруся)
Сэйю: Минами Танака
Дух слайма, младшая из близнецов. С рождения мечтала отомстить Адзусе за всех убитых ею слаймов, а поэтому выучила магию кары, которая тем эффективней, чем точней составлено заклинание и указана его цель. Её целью была «ведьма с нагорья», так что Шалшу с легкостью победила Лайка, после чего сёстры поселились у Адзусы.
Халкара (яп. ハルカラ Харукара)
Сэйю: Саяка Харада
Юная (225 лет) эльфийка-травница. Она создала крайне популярный энергетический напиток «подпитька», так что пришлось даже запускать его масштабное производство. Пришла к Адзусе, так как, по слухам, из-за этого напитка высокоранговому демону Вельзевуле стало плохо и та отправилась на поиски эльфийки. После того, как недоразумение с демонессой было разрешено, Халкара решила остаться жить у Адзусы в качестве её второй ученицы.
Вельзевула (яп. ベルゼブブ Бэрудзэбубу)
Сэйю: Манами Нумакура
3000-летняя демонесса, министр сельского хозяйства в мире демонов, повелительница мух. Изначально прибыла в дом Адзусы, преследуя Халкару, у которой она хотела заказать еще больше «подпитьки». После того, как недопонимание между ними было разрешено, возвращается домой, но со временем обосновывается в доме Адзусы как часть её семьи.
Фраторте (яп. フラットルテ Фуратторутэ)
Сэйю: Адзуми Ваки
Синяя драконица, впервые столкнувшаяся с Адзусой и остальными, когда попыталась вместе с друзьями вмешаться в свадьбу старшей сестры Лайки, но оказалась сражена Адзусой. Её честь обязала её присоединиться к команде Адзусы после заключения перемирия между драконами.
Розали (яп. ロザリー Родзари:)
Сэйю: Рихо Сугияма
Девушка-призрак, умершая 200 лет назад в возрасте 15 лет. Она обитала в особняке своего отца, который Халкара решила переделать под завод производства «подпитьки». Адзуса вместе с Халкарой и Вельзевулой отловили её и переселили в дом главной героини.
Провато Пекора Ариес (яп. プロヴァト・ペコラ・アリエース Пуробато Пэкора Ариэ:су)
Сэйю: Юкари Тамура

## Медиа

### Ранобэ
Изначально произведение было опубликовано Кисэцу Моритой на сайте пользовательских публикаций Shōsetsuka ni Narō в 2016 году. Издательство SB Creative приобрело его для выпуска в печать в виде ранобэ под импринтом GA Novel. На апрель 2021 года выпущено 16 томов.
Кроме того, выходило множество побочных историй, фокусирующихся на спутниках главной героини. История о Вельзевуле — I Was a Bottom-Tier Bureaucrat for 1,500 Years, and the Demon King Made Me a Minister (яп. ヒラ役人やって1500年、魔王の力で大臣にされちゃいました Хира якунин яттэ иссэн гохяку нэн, мао: но тикара дэ дайдзин ни сарэтяимасита) — изначально в 2017 году публиковалась на сайте Gangan Online. Позже она была напечатана в конце томов ранобэ с пятого по седьмой, а 13 сентября 2019 года издана отдельным томом издательством SB Creative под импринтом GA Novel. Кисэцу Морита был указан как автор, а Бэнио — иллюстратор.
12 апреля 2018 года стартовала новая история — Food for an Elf (яп. エルフのごはん Эруфу но гохан), рассказывающая о Халькаре. Изначально публиковалась на сайте Gangan Online и приложении Manga Up! Позже она была напечатана в конце восьмого, девятого и десятого томов ранобэ.
15 июля 2019 года в приложении Manga Up!, а позже на сайте и в приложении Gangan Online, начала публиковаться история о Лайке — Red Dragon Women Academy (яп. レッドドラゴン女学院 Рэддо дорагон дзёгакуин, букв. «Женский колледж красных драконов»). Позже она была напечатана в конце томов с одиннадцатого по тринадцатый.
24 января 2021 года на сайте Shōsetsuka ni Narō вышла история Red Dragon Women Academy Episode 7 (яп. レッドドラゴン女学院 第7話 新生生徒会の受難 Рэддо дорагон дзёгакуин дай нана ва синсэй сэйтокай но дзюнан, букв. «Женский колледж красных драконов, эпизод 7: „Энтузиазм возрождённого студсовета“»). Она была напечатана в конце 16 тома ранобэ.
25 марта 2021 года, опять же на Shōsetsuka ni Narō, начала публиковаться новая история — Mattari Shishō no Jidōteki Suparuta Kyōiku (яп. まったり師匠の自動的スパルタ教育 Маттари сисё: но дзидо:тэки супарута кё:ику, букв. «Автоматическое спартанское обучение мастера-лентяя»).

### Манга
В июне 2017 года Square Enix начали выпускать мангу с иллюстрациями Юсукэ Сиба на их сайте и в приложении Gangan Online. Там же с 31 января 2019 года выходит манга-адаптация истории I Was a Bottom-Tier Bureaucrat for 1,500 Years, and the Demon King Made Me a Minister, созданная Мэйси Мураками. Планировался также выпуск манги на основе истории Лайки Red Dragon Women Academy в начале 2020 года, но он был отложен. Главы начали выходить в приложении Manga Up! только 29 марта 2021 года.

### Аниме
Аниме-сериал на основе ранобэ был анонсирован в ходе прямой трансляции события «GA Fes 2019» 19 октября 2019 года. Его созданием занималась студия Revoroot, режиссёром выступил Нобукагэ Кимура, сценаристом — Тацуя Такахаси, дизайнером персонажей — Кэйсукэ Гото, а музыку написал Кэйдзи Инай. Премьера сериала состоялась 10 апреля 2021 года на каналах AT-X, Tokyo MX и BS11. Аой Юки исполнила начальную тему «Gudafuwa Everyday» (яп. ぐだふわエブリデー Гудафува Эбуридэ:), а Адзуми Ваки — завершающую «Viewtiful Days!».
За пределами Азии аниме лицензировано Crunchyroll. В Юго-Восточной и Южной Азии — Muse Communication, транслирующая его через iQIYI, Bilibili, CATCHPLAY+ и другие платформы. Компания также лицензировала аниме для Animax Asia для показа по телевидению.

## Критика
В 2019 году ранобэ заняло девятую позицию в ежегодном гайде Kono Light Novel ga Sugoi! в категории танкобон.
Произведение фокусируется на одном сообщении для читателей: нужно всегда заботиться о себе. Со временем в нём раскрывается и вторая тема — героине не хватало «семьи», с которой она бы могла разделить свою жизнь. В обзоре ANN критики отмечают, что, к сожалению, автору не хватает навыка для передачи этого сообщения. Морита использует дешёвые фэнтезийные шаблоны и постоянно повторяется, временами оставляя впечатление, что «стараеется слишком сильно».